# Kapela sv. Križa, Lemerje
Kapela svetega Križa je kapela v kraju Lemerje, spada v župnijo Cankova ter Občino Puconci. Stoji na vzhodni strani ceste Lemerje - Grad.
V njej je bogoslužje vsako drugo nedeljo.

## Opis
Katoliška kapela sv. Križa stoji na zemljišču, ki je last Franca Bencika iz Lemerja. Njegova družina tudi skrbi za kapelo.
Zgrajena je bila leta 1928, prvič obnovljena je bila leta 1978. Ponovno je bila obnovljena leta 1998, ko je dobila električni priključek in tudi 50 kilogramov težki zvon je bil elektrificiran. Velika je 4 krat 3 m in je zgrajena iz opeke, streha pa je dvokapna. Stolp je visok 6 m in pokrit s pobarvano pločevino. Oltar je lesen, nad njim pa sta obešena križ in slika Srca Jezusovega in Srca Marijinega. Slovesna sveta maša je prvo nedeljo v mesecu maju, drugače pa vsako nedeljo popoldne, ko je tudi verouk za katoliške šolarje iz vasi, ki hodijo v osnovno šolo v Puconce. 
V Lemerju je tudi evangeličanska kapela], ki stoji ob križišču treh cest. 

## Arhitektura
Neogotska kapelica z zvonikom je iz leta 1928. Fasado členi profilacija (razčlenjevati profil česa z zarezami, vzboklinami) na zvoniku in na vogalih.